# Ферула вонючая

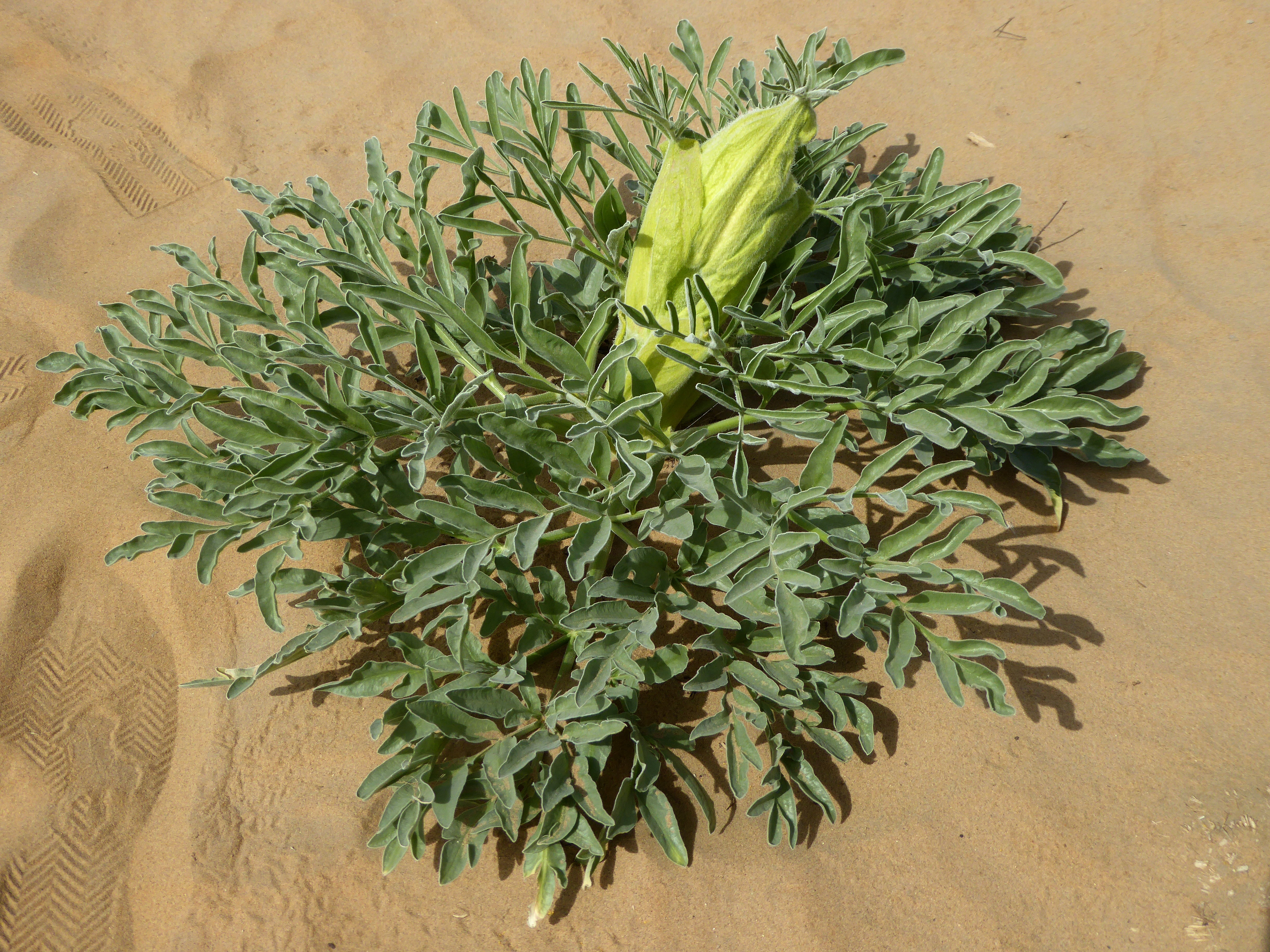
Ферула (F. assa-foetida) в пустыне Кызылкум, Узбекистан

Фе́рула воню́чая, или Каврак (лат. Férula assa-fóetida) — многолетнее травянистое растение; вид рода Ферула семейства Зонтичные (Apiaceae). Из млечного сока корней растения получают пряность — асафетиду.

## Ботаническое описание
Высота растения может достигать 1,5 м (по другим данным, 3 м).
Подземная часть представлена сильно разросшимся реповидным корнем.
На 7—9-й год жизни развивается толстый конусовидный стебель. В течение этого времени образуется прикорневая розетка. Листья в очертании треугольные, длинночерешковые, многократно перисто рассечённые с продолговато-ланцетными конечными сегментами. Число листьев зависит от возраста особи. Верхушечные листья имеют укороченный черешок и иногда представлены одним влагалищем.
Цветки бледно-жёлтые, собраны в зонтички, составляющие сложные зонтики, не имеющие обёртки, которые образуют мощное соцветие.
Плод — вислоплодник, при созревании распадающийся на два односемянных мерикарпия с весьма широкими краевыми рёбрами.
Произрастает на песчаных почвах, подстилаемых щебнисто-каменистыми отложениями.

## Распространение и экология
Родина — Центральная Азия. Растёт на территории Узбекистана, иранского и иракского Курдистана, а также в районах бывшего СССР, пограничных с Ираном и Афганистаном.
В Голодной Степи описано Кауфманом в 1873  (возможно описание относится к подвиду Ferula foetida, который часто принимают за южноиранский вид F. assa-foetida, например, во флоре бывшего СССР ).
В начале 1971 года экспедиция Академии наук Казахской ССР открыла большие заросли асафетиды в Заилийском Алатау.
Существует ошибочная версия, что часто упоминаемое античными авторами растение сильфий, произраставшее в Северной Африке и вымершее из-за интенсивного сбора для использования в качестве пряности ещё в античное время, представляло собой асафетиду, завезённую древними греками в Киренаику (современная Ливия) в VI веке до н. э. Это неверно, так как римляне знали афганскую асафетиду и считали её, в силу вкусовых качеств, лишь дешёвым аналогом сильфия. Кроме того, Аристотель утверждает в своих «Исторических фрагментах», что греческий первопроходец Батт I, основавший на побережье Северной Африки город Кирену, получил, во время торжественной церемонии, от местных жителей — древних ливийцев, их самое ценное растение — сильфий. Таким образом, согласно Аристотелю, сильфий произрастал в Киренаике ещё до 631 года до н. э., когда была основана Кирена, поэтому никак не может являться завезённой греками асафетидой.
Произрастает также в пустынях и высокогорьях Таджикистана, Туркменистана, Узбекистана, где имеет названия коврак (каврак), ковраг (кавраг), сассик (сазик),  используется пчеловодами для сбора пыльцы и нектара.

## Получение товарного продукта
Млечный сок собирают не раньше чем на восьмой год выращивания растения.
Найдя в середине апреля в горах растение, сборщики асафетиды обкапывают растения, обнажая корень, удаляют сухие листья, очищают верхушки корней. После чего корни опять прикрывают рыхлой землёй, а сверху закрывают камнем. Первый этап подготовки к сбору завершён. Примерно через месяц, во второй половине мая корни снова обнажают и срезают верхнюю часть чуть ниже соединения с листьями. На месте среза выступает млечный сок, который буреет на воздухе и застывает в латекс. Над срезом устраивают укрытие, предохраняющее от солнечного света и пыли. Через 2 дня латекс собирают и делают новый разрез, в следующий раз латекс собирают через 5 дней. В третий раз операция повторяется через 10 дней и т. д., пока не перестанет сочиться сок. С каждого растения можно собрать от 900 до 1300 г свежего латекса.

## Значение и применение
Из ферул других видов получают латекс с другим названием: гальбан, или маточная смола. Их нельзя применять как пряность, их применяют лишь как медицинское средство. По внешнему виду гальбан отличается от асафетиды: зёрна грязно-коричневые, на ощупь сухие, иногда слепленные вместе, иногда отдельные. На вкус похожи на затхлый лук, горький, неприятный, более резкий и отталкивающий. Гальбан часто выдают за асафетиду.
Во время цветения выделяет много нектара и пыльцы. Мёд хорошего качества, тёмно-янтарного цвета. Помимо пчёл цветы привлекают большое количество цветочных мух, бронзовок, шмелей, жужелиц, жуков-усачей. В год обильного цветения (1967) максимальные показатели контрольного улья за день были 900—1000 грамм, а минимальные — 200 грамм. Продуктивность мёда с одного гектара 16—16 кг, а в некоторых случаях 20—25 кг.
Листья охотно поедаются овцами. Плоды заготавливаются в качестве концентрата на зиму для кормления скота, так как богаты жирами.
В Голодной степи казахи делают из стебля ограды для овец .

### В медицине
Высушенная камеде-смола (лат. Gummi-resina Assa foetida) применялась как ветрогонное, противосудорожное и отхаркивающее в виде порошка, эмульсии и настойки, была включена в российские фармакопеи I—VII изданий и входит в Британскую травяную фармакопею.
Семена и плоды разрешены к использованию в медицине ряда стран Западной Европы как ветрогонное, улучшающее пищеварение, при инфекциях дыхательных путей.

### В кулинарии
В Голодной степи казахи употребляют  в пищу в то время, когда оно еще имеет форму капусты .
Используют высушенный латекс (млечный сок), добываемый из корней растения и используемый в качестве пряности.
Известно под другими названиями:
- смола вонючая
- дурной дух
- чёртов кал
- асмаргок
- хинг
- илан

В настоящее время асафетида является почти исключительно азиатской пряностью.
Пряность применяется в мясных блюдах, преимущественно из баранины, в иранской, афганской и курдской кухнях. В других кухнях, индийской и яванской, асафетида применяется в рисовых и овощных блюдах. При применении асафетиды с другими пряностями неприятные оттенки аромата смягчаются.
Особенно широко асафетида применяется в рисовых и бобовых блюдах.

## Сорта
Качественную асафетиду отличают крупные зёрна, большая эластичность и яркий цвет. На рынках Азии принято считать, что иранские сорта лучше патанских (афганских). По ухудшению качества пряность делится на два разряда и три сорта:
- Хинг
  - Хадда
  - Шабани
  - Кабулидана
- Хингра

Разряд Хингра на сорта не делится и является самым низким по качеству.
Распространена пряность и в виде порошка, но в данной форме она менее чистая, так как для предотвращения слипания применяется пшеничная, рисовая или кукурузная мука.